# Paralimosina trichopyga
Paralimosina trichopyga är en tvåvingeart som först beskrevs av Richards 1952.  Paralimosina trichopyga ingår i släktet Paralimosina och familjen hoppflugor. Inga underarter finns listade i Catalogue of Life.